# 科菲姆法巴
科菲姆法巴是南非的城鎮，位於該國東部，由東開普省負責管轄，距離昆士敦79公里，面積69.7平方公里，2001年人口8,266，人口密度每平方公里120人。